# 利努瓦島

利努瓦島是瓦努阿圖的島嶼，位於特瓜島以南的太平洋南部海域，屬於托雷斯群島的一部分，由托爾巴省負責管轄，長2.7公里、寬0.9公里，面積2.5平方公里，最高點海拔高度26米，島上無人居住。